# Calvin Ramsay
Calvin William Ramsay (Aberdeen, 2003. július 31. –) skót korosztályos válogatott labdarúgó, a Liverpool játékosa, de kölcsönben a Wigan Athletic csapatában szerepel.

## Pályafutása

### Klubcsapatokban
2012 és 2021 között az Aberdeen akadémiáján nevelkedett. 2019 augusztusában a Hearts ellen a kispadon kapott lehetőséget, de pályára nem lépett. 2021. március 20-án mutatkozott be a Dundee United ellen 1–0-ra elvesztett bajnoki mérkőzésen a 91. percben Tommie Hoban cseréjeként. 2022. április 2-án szerezte meg első bajnoki gólját a Dundee csapata ellen.
2022 júniusában 5 évre írt alá az angol Liverpool csapatához. 4 millió fontot fizetett érte a Liverpool, ami a bónuszok teljesülése esetén további 2,5 millió fonttal növekedhet.

### A válogatottban
Többszörös skót korosztályos válogatott.

## Statisztika

### Klub
2022. május 13-i állapotnak megfelelően.
| Klub     | Szezon   | Bajnokság      | Bajnokság | Bajnokság | Kupa  | Kupa  | Ligakupa | Ligakupa | Nemzetközi | Nemzetközi | Egyéb | Egyéb | Összesen | Összesen |
| Klub     | Szezon   | Osztály        | Mérk.     | Gólok     | Mérk. | Gólok | Mérk.    | Gólok    | Mérk.      | Gólok      | Mérk. | Gólok | Mérk.    | Gólok    |
| -------- | -------- | -------------- | --------- | --------- | ----- | ----- | -------- | -------- | ---------- | ---------- | ----- | ----- | -------- | -------- |
| Aberdeen | 2019–20  | Premier League | 0         | 0         | 0     | 0     | —        | —        | —          | —          | —     | —     | 0        | 0        |
| Aberdeen | 2020–21  | Premier League | 4         | 0         | 2     | 0     | 0        | 0        | 0          | 0          | —     | —     | 1        | 0        |
| Aberdeen | 2021–22  | Premier League | 24        | 1         | 2     | 0     | 1        | 0        | 6          | 0          | —     | —     | 33       | 1        |
| Aberdeen | Összesen | Összesen       | 28        | 1         | 4     | 0     | 1        | 0        | 6          | 0          | 0     | 0     | 39       | 1        |
| Arsenal  | 2022–23  | Premier League | 0         | 0         | 0     | 0     | 0        | 0        | 0          | 0          | —     | —     | 0        | 0        |
| Arsenal  | Összesen | Összesen       | 0         | 0         | 0     | 0     | 0        | 0        | 0          | 0          | 0     | 0     | 0        | 0        |
| Összesen | Összesen | Összesen       | 28        | 1         | 4     | 0     | 1        | 0        | 6          | 0          | 0     | 0     | 39       | 1        |

1. ↑  Mérkőzése(i) a Konferencia Ligában

## Sikerei, díjai
- Az év fiatal skót labdarúgója (SFWA): 2021–22[9]